# Akrenbos (gehucht)

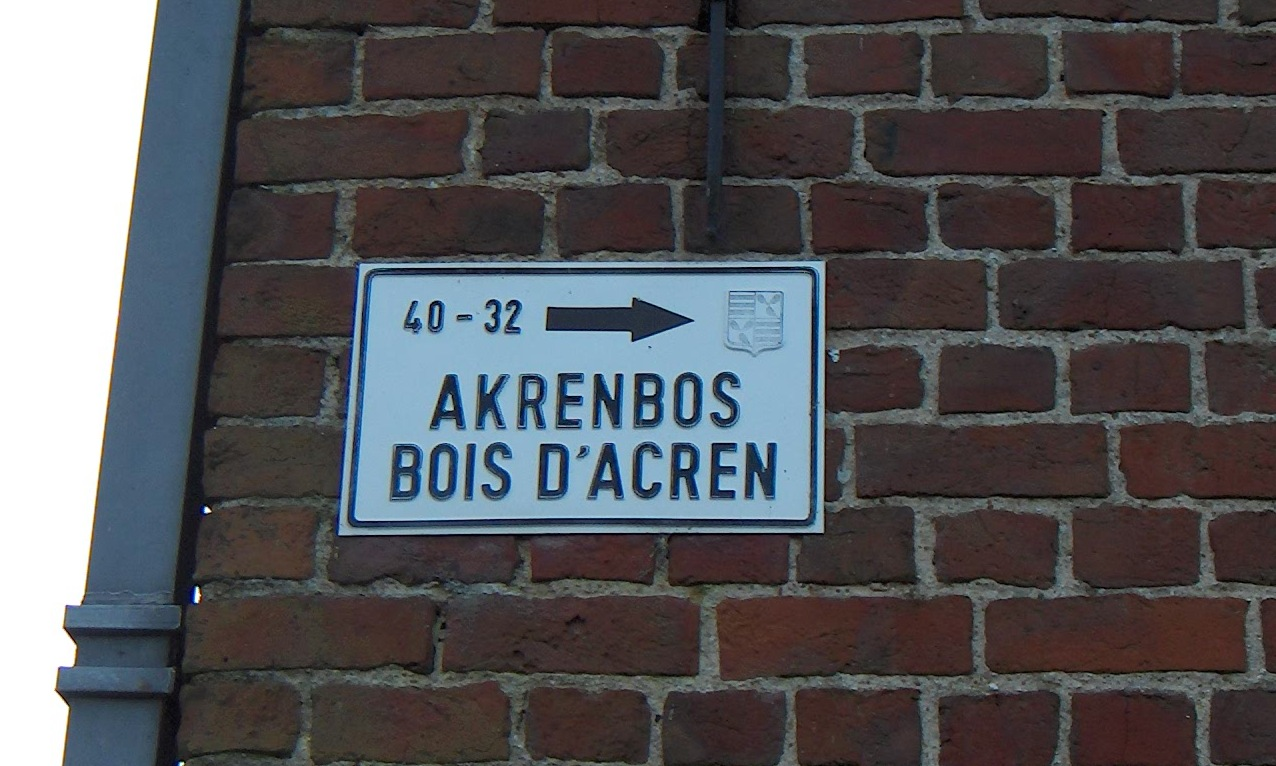

Akrenbos (Frans: Bois d'Acren) is een gehucht in de gemeente Bever in de Belgische provincie Vlaams-Brabant.

## Geschiedenis
In 1963 werd bij het vastleggen van de taalgrens het gehucht Akrenbos overgeheveld van de gemeente Twee-Akren naar de Vlaamse gemeente Bever, waardoor tevens 17,5 hectare van het Akrenbos in Vlaanderen kwam te liggen.
In 1884 was het de bedoeling dat Akrenbos een aparte gemeente zou worden, omdat Akrenbos Nederlandstalig was en de rest van de gemeente Twee-Akren Franstalig. Het Parlement (Kamer en Senaat) had een wetsontwerp in die zin aangenomen, maar na de regeringswissel weigerde de nieuwe katholieke regering om het wetsontwerp te bekrachtigen.

## Bezienswaardigheden
- De Sint-Gereonkerk

## Natuurgebied
- Akrenbos

## Nabijgelegen kernen
Bever, Twee-Akren